# Йозгат
Йозгат (тур. Yozgat) — город и район в центральной Турции, административный центр ила Йозгат. По состоянию на 2011 год в городе проживало 76 745 человек и 96 350 в районе. Площадь района составляет 2054 км².
Город является важным транспортным узлом, здесь расположены завод взрывчатых веществ, пивоваренный завод, мельницы. Рядом с городом расположены места добычи свинцовой и марганцевой руд. В 28 км от города расположена деревня Богазкале, около которой ведутся раскопки руин Хаттусы — столицы древнего Хеттского царства. Климат континентальный, средняя температура июля составляет 19,6 °С со средним максимумом 25,9 °С, средняя температура января — −1,9 °С со средним минимумом −5,4 °С.